# Klosterkirche Notre Dame „Geburt der seligen Jungfrau Maria“

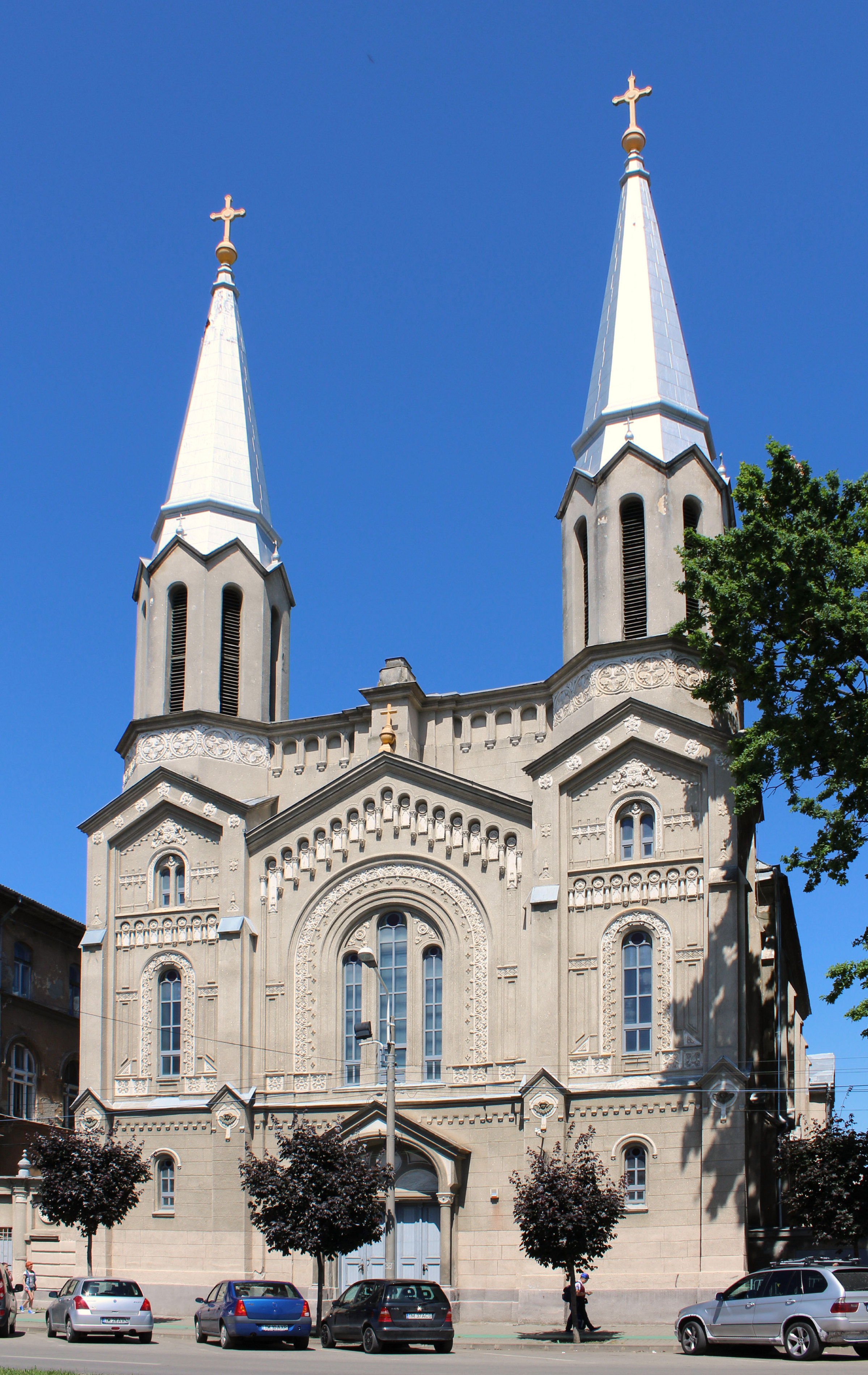
Notre-Dame Klosterkirche, 2016

Rechts im Bild die Klosterkirche und der Klosterkomplex, 1905

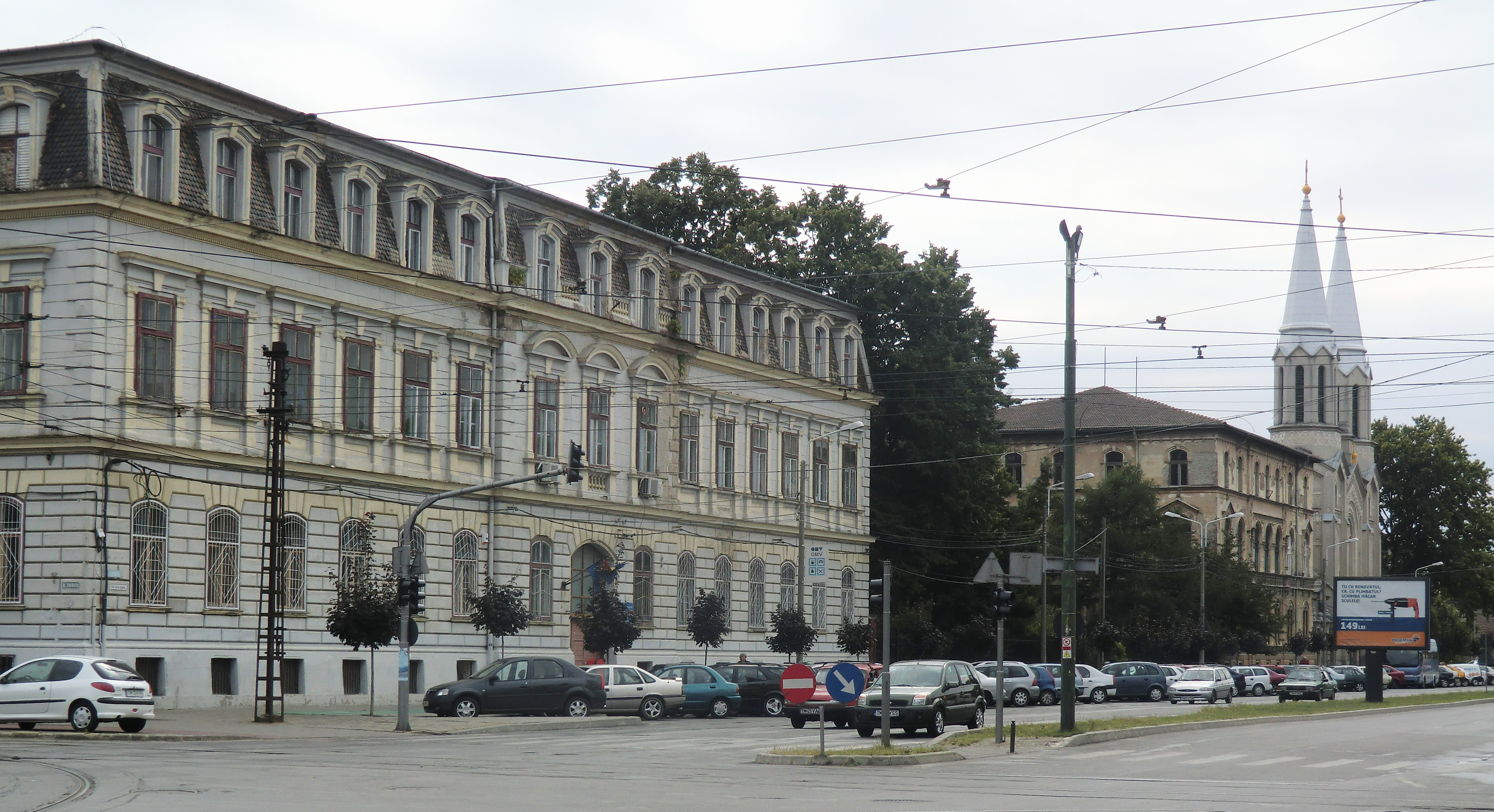
Notre-Dame-Kloster mit der Kirche im Hintergrund, 2010

Die Klosterkirche Notre Dame „Geburt der seligen Jungfrau Maria“ rumänisch Biserica Ordinului Călugărițelor de Notre Dame „Nașterea Sfintei Fecioare Maria“ ist eine römisch-katholische Kirche und ein denkmalgeschütztes historisches Gebäude im IV. Bezirk Iosefin (deutsch Josefstadt) der westrumänischen Stadt Timișoara (deutsch Temeswar).

## Geschichte
Auf Vermittlung von Bischof Alexander Csajághy des Bistums Szeged-Csanád gelangten 1858 sechs Schwestern der 1833 gegründeten Münchner Ordensgemeinschaft der Armen Schulschwestern von Unserer Lieben Frau in das damalige Temeswar, die sich hier fortan die Armen Schulschwestern Notre Dame nannten.
Der nachfolgende Bischof Alexander Bonnaz gründete zwischen 1880 und 1889 im Stadtteil Josefstadt einen großzügig ausgelegten Gebäudekomplex bestehend aus dem Haupthaus des Instituts der Armen Schulschwestern, der Notre-Dame Klosterkirche Heiliges Herz Jesu und mehreren Schulgebäuden.
Die Kirche wurde im neuromanischen Stil errichtet. Sie dient nach wie vor hauptsächlich den Ordensschwestern, die die heilige Messe in deutscher Sprache halten, jeden Sonntag wird sie auch in bulgarischer Sprache gehalten.
Der Priester der Gemeinde ist der Bulgare Monsignore Augustinov Gjuka, ein päpstlicher Kaplan (Stand Februar 2007).

### Orgel
Die Orgel der Kirche wurde von Carl Leopold Wegenstein im Jahre 1895 als sein Opus 15 gebaut. Ihre Disposition ist wie folgt:
| Manual C–f3    |    |
| Principal      | 8′ |
| Hohlflöte      | 8′ |
| Bourdon        | 8′ |
| Viola di Gamba | 8′ |
| Principal      | 4′ |
| Salicional     | 8′ |
| Flautino       | 4′ |
| Vox celeste    | 8′ |
| Octav          | 2′ |

| Pedal C–d1 |     |
| Subbass    | 16′ |
| Violon     | 8′  |
| Cello      | 8′  |